# アステックペイントジャパン
株式会社アステックペイントジャパン（現社名: 株式会社アステックペイント、英: ASTEC PAINTS INC.）は塗料の製造加工・製造開発・輸入・販売を行う企業である。本社を福岡県福岡市に置く。

## 沿革
- 2000年（平成12年）
  - 10月 - アステックペイント日本向け総代理店として、株式会社アステックジャパンを設立。
  - 12月 - 福岡県に事務所、及び調色設備を備えた全国の在庫センターとなる工場を開設。
- 2002年（平成14年）2月 - 塗料出荷量の増加のため工場を増設。
- 2004年（平成16年）4月 - 株式会社アステックペイントジャパンに社名変更。施工実績5,000件を達成。
- 2007年（平成19年）3月 - 東京都渋谷区に東京営業所を開設。施工実績10,000件を達成。
- 2008年（平成20年）4月 - 駐日オーストラリア大使より、オーストラリア商品を幅広く日本国内に広めたことに対し、名誉ある3社のみに与えられる「IMPORTAWARD」の表彰を受ける。
- 2011年（平成23年）
  - 1月 - 大阪市淀川区に大阪営業所を開設。
  - 8月 - 福岡本社・工場を移転。
  - 12月 - 大阪市淀川区内で大阪営業所を移転。
- 2012年（平成24年）11月 - 沖縄営業所を開設。
- 2013年（平成25年）
  - 7月 - 塗料の自社製造を開始。
  - 8月 - 東京営業所を東京都千代田区内に移転。
  - 9月 - 海外法人「ASTEC PAINTS (THAILAND) CORP., LTD.」（アステックペイントタイランド社）を設立。
- 2014年（平成26年）4月 - 一般社団法人日本塗料工業会に入会。
- 2015年（平成27年）7月 - 自社開発塗料「超低汚染リファインSi-IRシリーズ」出荷開始。
- 2017年（平成29年）1月 - 自社開発塗料「超低汚染リファインMF-IRシリーズ」出荷開始。
- 2019年（平成31年）4月 - 自社開発塗料「シリコンREVO1000」出荷開始。
- 2020年（令和2年）4月 - 株式会社アステックペイントに社名変更。
- 2022年（令和4年）1月 - 福岡市博多区内で本社を移転。

## 主要製品
- 超低汚染リファイン1000MF-IR - 水性形二液外壁用低汚染遮熱無機成分配合フッ素系上塗材。外壁用塗料。
- 超低汚染リファイン1000Si-IR - 水性形二液外壁用低汚染遮熱アクリルシリコン系上塗材。外壁用塗料。
- 超低汚染リファイン500MF-IR - 水性形二液屋根用低汚染遮熱無機成分配合フッ素系上塗材。屋根用塗料。
- 超低汚染リファイン500Si-IR - 水性形二液屋根用低汚染遮熱アクリルシリコン系上塗材。屋根用塗料。
- EC-5000PCM-IR - 水性形一液外壁用防水遮熱ピュアアクリル系上塗材。遮熱防水塗料。
- EC-5000PCM - 水性形一液外壁用防水ピュアアクリル系上塗材。高機能外壁用塗料。
- EC-100PCM - 水性形一液屋根用防水遮熱ピュアアクリル系上塗材。工場・倉庫向けの屋根用塗料。

## 事業所
- 本社 - 福岡市博多区博多駅東3-14-1　T-Building HAKATA EAST　9階
- 福岡事業本部 - 福岡県糟屋郡志免町別府北4-2-8
- 東京営業所 - 東京都千代田区富士見1-6-1　フジビュータワー飯田橋　10階
- 大阪営業所 - 大阪市淀川区西中島6丁目5番3号　サムティフェイム新大阪Ⅰ号館　B1
- 沖縄営業所 - 沖縄県宜野湾市新城2-39-3-102
- アステックペイントタイランド社 - タイ・バンコク